# モーニング娘。の作品・出演一覧
モーニング娘。の作品・出演一覧（モーニングむすめのさくひん・しゅつえんいちらん）は、モーニング娘。の作品・出演に関する一覧記事である。VHS・DVD・Blu-ray等の映像作品についてはモーニング娘。の映像作品一覧を参照。

## 音楽
モーニング娘。さくら組・モーニング娘。おとめ組・モーニング娘。誕生10年記念隊・ドリームモーニング娘。の楽曲については各項目を参照。

### シングル
順位はオリコン週間ランキング最高位に準拠。シングルの詳細は各タイトルの記事を参照。
| 順                          | タイトル （カップリング曲、およびボーナストラック）                                                                                              | 発売日   | 順位   | 備考 |        |
| 1997年                      | 1997年 | 1997年   | 1997年 | 1997年 | 1997年 |
| --------------------------- | --- | -------- | ------ | --- | ------ |
| -                           | 愛の種 | 11月3日  | -      | - インディーズレーベル『URANEBA RECORD』5万枚限定販売。                                                                                     |        |
| 1998年                      | |          |        | |        |
| 1st                         | モーニングコーヒー （愛の種） | 1月28日  | 6位    | - メジャーデビューシングル |        |
| 2nd                         | サマーナイトタウン （A MEMORY OF SUMMER '98） | 5月27日  | 4位    | - 2期（保田圭、矢口真里、市井紗耶香）初参加シングル。                                                                                       |        |
| 3rd                         | 抱いてHOLD ON ME! （例えば） | 9月9日   | 1位    | - 初のオリコン第1位 |        |
| 1999年                      | |          |        | |        |
| 4th                         | Memory 青春の光 （Happy Night/Never Forget） | 2月10日  | 2位    | - 福田明日香ラストシングル。 |        |
| 5th                         | 真夏の光線 （恋の始発列車） | 5月12日  | 3位    | |        |
| 6th                         | ふるさと （忘れらんない） | 7月14日  | 5位    | |        |
| 7th                         | LOVEマシーン （21世紀） | 9月9日   | 1位    | - 3期（後藤真希）初参加シングル。 - 石黒彩ラストシングル。 - 初のミリオンセラー。                                                           |        |
| 2000年                      | |          |        | |        |
| 8th                         | 恋のダンスサイト （恋はロケンロー） | 1月26日  | 2位    | |        |
| 9th                         | ハッピーサマーウェディング （通学列車） | 5月17日  | 1位    | - 4期（石川梨華、吉澤ひとみ、辻希美、加護亜依）初参加シングル。 - 市井紗耶香ラストシングル。                                                |        |
| 10th                        | I WISH （あこがれ My Boy） | 9月6日   | 1位    | |        |
| 11th                        | 恋愛レボリューション21 （インスピレーション!）                                                                                                   | 12月13日 | 2位    | - 中澤裕子ラストシングル。 |        |
| 2001年                      | |          |        | |        |
| 12th                        | ザ☆ピ〜ス! （でっかい宇宙に愛がある） | 7月25日  | 1位    | |        |
| 13th                        | Mr.Moonlight 〜愛のビッグバンド〜 （ポップコーンラブ!）                                                                                          | 10月31日 | 1位    | - 5期（高橋愛、紺野あさ美、小川麻琴、新垣里沙）初参加シングル。                                                                             |        |
| 2002年                      | |          |        | |        |
| 14th                        | そうだ! We're ALIVE （モーニングコーヒー(2002 ver.)）                                                                                            | 2月20日  | 1位    | |        |
| 15th                        | Do it! Now （ちょっとイカしたPURE BOY） | 7月24日  | 3位    | - 後藤真希ラストシングル。 |        |
| 16th                        | ここにいるぜぇ! （純LOVER） | 10月30日 | 1位    | |        |
| 2003年                      | |          |        | |        |
| 17th                        | モーニング娘。のひょっこりひょうたん島 （宝石箱）                                                                                                | 2月19日  | 4位    | |        |
| 18th                        | AS FOR ONE DAY （Never Forget(Rock ver.)） | 4月23日  | 1位    | - 保田圭ラストシングル。 |        |
| 19th                        | シャボン玉 （涙にはしたくない） | 7月30日  | 2位    | - 6期（藤本美貴、亀井絵里、道重さゆみ、田中れいな）初参加シングル。 - 初回限定盤、通常盤の2種。                                             |        |
| 20th                        | Go Girl 〜恋のヴィクトリー〜 （恋ING） | 11月6日  | 4位    | - 初回盤、通常盤の2種。 |        |
| 2004年                      | |          |        | |        |
| 21st                        | 愛あらばIT'S ALL RIGHT （出来る女） | 1月21日  | 2位    | - 安倍なつみラストシングル。 - 初回盤、通常盤の2種。                                                                                        |        |
| 22nd                        | 浪漫 〜MY DEAR BOY〜 （ファインエモーション!）                                                                                                   | 5月12日  | 4位    | - 初回盤、通常盤の2種。 |        |
| 23rd                        | 女子かしまし物語 （がんばれ 日本 サッカー ファイト!）                                                                                            | 7月22日  | 3位    | - 辻希美、加護亜依ラストシングル。 - 初回盤、通常盤の2種。                                                                                  |        |
| 24th                        | 涙が止まらない放課後 （寝坊です。デートなのに…）                                                                                                 | 11月3日  | 4位    | - 初回盤、通常盤の2種。 |        |
| 2005年                      | |          |        | |        |
| 25th                        | THE マンパワー!!! （ラヴ&ピィ〜ス!HEROがやって来たっ。）                                                                                         | 1月19日  | 4位    | - 飯田圭織ラストシングル。 - 初回盤、通常盤の2種。                                                                                          |        |
| 26th                        | 大阪 恋の歌 （NATURE IS GOOD!） | 4月27日  | 2位    | - 矢口真里、石川梨華ラスト参加。 - 初回盤、通常盤の2種。                                                                                    |        |
| 27th                        | 色っぽい じれったい （愛と太陽に包まれて） | 7月27日  | 4位    | - 7期（久住小春）初参加シングル。 - 初回生産限定盤、通常盤の2種。                                                                           |        |
| 28th                        | 直感2 〜逃した魚は大きいぞ!〜 （恋は発想 Do The Hustle!）                                                                                        | 11月9日  | 4位    | - 初回盤、通常盤の2種。 |        |
| 2006年                      | |          |        | |        |
| 29th                        | SEXY BOY 〜そよ風に寄り添って〜 （チャンス チャンス ブギ）                                                                                       | 3月15日  | 4位    | - 初回盤、通常盤の2種。 |        |
| 30th                        | Ambitious! 野心的でいいじゃん （わたしがついてる。）                                                                                             | 6月21日  | 4位    | - 紺野あさ美、小川麻琴ラスト参加。 - 初回生産限定盤、通常盤の2種。                                                                          |        |
| 31st                        | 歩いてる （踊れ!モーニングカレー） | 11月8日  | 1位    | - 初回生産限定盤 A・B、通常盤の3種。 |        |
| 2007年                      | |          |        | |        |
| 32nd                        | 笑顔YESヌード （サヨナラのかわりに） | 2月14日  | 4位    | - 8期（光井愛佳）初参加シングル。 - 初回生産限定盤 A・B、通常盤の3種。                                                                      |        |
| 33rd                        | 悲しみトワイライト （Hand made CITY） | 4月25日  | 2位    | - 吉澤ひとみ、藤本美貴ラストシングル。 - 初回生産限定盤A・B、通常盤の3種。                                                                  |        |
| 34th                        | 女に 幸あれ （Please!自由の扉） | 7月25日  | 2位    | - 8期（ジュンジュン、リンリン）初参加シングル。 - 初回生産限定盤A・B、通常盤の3種。                                                         |        |
| 35th                        | みかん （ボン キュッ!ボン キュッ!BOMB GIRL） | 11月21日 | 6位    | - 初回生産限定盤A・B、通常盤の3種。 |        |
| 2008年                      | |          |        | |        |
| 36th                        | リゾナント ブルー （その場面でビビっちゃいけないじゃん!）                                                                                        | 4月16日  | 3位    | - 初回生産限定盤A・B、通常盤の3種。 |        |
| 37th                        | ペッパー警部 （ロマンス） | 9月24日  | 3位    | - 初回生産限定盤A・B、通常盤の3種。 |        |
| 2009年                      | |          |        | |        |
| 38th                        | 泣いちゃうかも （弱虫） | 2月18日  | 3位    | - 初回生産限定盤A・B、通常盤の3種。 |        |
| 39th                        | しょうがない 夢追い人 （3,2,1 BREAKIN'OUT!） | 5月13日  | 1位    | - 初回生産限定盤A・B、通常盤の3種。 |        |
| 40th                        | なんちゃって恋愛 （秋麗）（すべては愛の力） | 8月12日  | 2位    | - 初回生産限定盤A・B、通常盤、40thシングル記念盤の4種。                                                                                     |        |
| 41st                        | 気まぐれプリンセス （愛して 愛して 後一分） | 10月28日 | 4位    | - 久住小春ラストシングル。 - 初回生産限定盤A・B・C、通常盤の4種。                                                                           |        |
| 2010年                      | |          |        | |        |
| 42nd                        | 女が目立って なぜイケナイ （泣き出すかもしれないよ）                                                                                             | 2月10日  | 5位    | - 初回生産限定盤A・B・C、通常盤の4種。 |        |
| 43rd                        | 青春コレクション （友(とも)） | 6月9日   | 3位    | - 初回生産限定盤A・B・C、通常盤の4種。 |        |
| 44th                        | 女と男のララバイゲーム （愛され過ぎることはないのよ）                                                                                            | 11月17日 | 6位    | - 亀井絵里、ジュンジュン、リンリン、ラストシングル。 - 初回生産限定盤A・B・C、通常盤の4種。                                                 |        |
| 2011年                      | |          |        | |        |
| 45th                        | まじですかスカ! （もっと愛してほしいの） | 4月6日   | 5位    | - 9期（譜久村聖、生田衣梨奈、鞘師里保、鈴木香音）初参加シングル。 - 初回生産限定盤A・B・C・D、通常盤の5種。                                 |        |
| 46th                        | Only you （やめてよ!シンドバッド） | 6月15日  | 4位    | - 初回生産限定盤A・B・C、通常盤の4種。 |        |
| 47th                        | この地球の平和を本気で願ってるんだよ! （彼と一緒にお店がしたい!） （自信持って 夢を持って 飛び立つから）                                         | 9月14日  | 2位    | - 高橋愛ラストシングル。 - 初回生産限定盤A・B・C、通常盤、高橋愛卒業記念盤の5種。                                                           |        |
| 2012年                      | |          |        | |        |
| 48th                        | ピョコピョコ ウルトラ （悲しき恋のメロディー）                                                                                                   | 1月25日  | 3位    | - 10期（飯窪春菜、石田亜佑美、佐藤優樹、工藤遥）初参加シングル。 - 初回生産限定盤A・B・C、通常盤の4種。                                     |        |
| 49th                        | 恋愛ハンター （私がいて 君がいる） （笑顔に涙〜THANK YOU! DEAR MY FRIENDS〜）                                                                    | 4月11日  | 3位    | - 新垣里沙、光井愛佳ラストシングル。 - 初回生産限定盤A・B・C・D、初回生産限定盤E 新垣里沙卒業記念盤、通常盤の6種。                          |        |
| 50th                        | One・Two・Three/ The 摩天楼ショー （私の時代!）（アイサレタイノニ…）（青春ど真ん中）                                                             | 7月4日   | 3位    | - 初の両A面シングル - 初回生産限定盤A・B・C・D・E・F、通常盤の7種。                                                                         |        |
| 51st                        | ワクテカ Take a chance （Loveイノベーション）（普通の少女A）（大好き100万点）（信念だけは貫き通せ!）                                             | 10月10日 | 3位    | - 初回生産限定盤A・B・C・D・E・F、通常盤の7種。                                                                                             |        |
| 2013年                      | |          |        | |        |
| 52nd                        | Help me!! （大好きだから絶対に許さない）（Happy大作戦）（哀愁ロマンティック）（私のでっかい花）（なには友あれ!）                                 | 1月23日  | 1位    | - 11期（小田さくら）初参加シングル。 - 初回生産限定盤A・B・C・D・E・F、通常盤A・Bの8種。                                                    |        |
| 53rd                        | ブレインストーミング/ 君さえ居れば何も要らない （A B C D E-cha E-chaしたい）（トキメクトキメケ）（いつもとおんなじ制服で）（Rockの定義）         | 4月17日  | 1位    | - 田中れいなラストシングル。 - 初回生産限定盤A・B・C・D・E、通常盤A・Bの7種。                                                               |        |
| 54th                        | わがまま 気のまま 愛のジョーク/ 愛の軍団 （負ける気しない 今夜の勝負）（坊や）（ふんわり恋人一年生）                                             | 8月28日  | 1位    | - 初回生産限定盤A・B・C・D・E、通常盤A・Bの7種。                                                                                            |        |
| 2014年（モーニング娘。'14） | |          |        | |        |
| 55th                        | 笑顔の君は太陽さ/ 君の代わりは居やしない/ What is LOVE?                                                                                          | 1月29日  | 1位    | - 初のトリプルA面シングル。 - 初回生産限定盤A・B・C・D、通常盤A・Bの6種。                                                                   |        |
| 56th                        | 時空を超え 宇宙を超え/ Password is {\displaystyle \scriptstyle \emptyset }（Password is {\displaystyle \scriptstyle \emptyset }(モリ娘。 ver.)） | 4月16日  | 1位    | - 初の5作品連続オリコン1位。 - 初回生産限定盤A・B・C・D、通常盤A・Bの6種。                                                                  |        |
| 57th                        | TIKI BUN/ シャバダバ ドゥ〜/ 見返り美人 | 10月15日 | 2位    | - 道重さゆみラストシングル。 - 初回生産限定盤A・B・C・D、通常盤A・Bの6種。                                                                  |        |
| 2015年（モーニング娘。'15） | |          |        | |        |
| 58th                        | 青春小僧が泣いている/ 夕暮れは雨上がり/ イマココカラ                                                                                             | 4月15日  | 2位    | - 12期メンバー（尾形春水、野中美希、牧野真莉愛、羽賀朱音）初参加シングル。 - 初回生産限定盤A・B・C・D、通常盤A・Bの6種。                    |        |
| 59th                        | Oh my wish!/ スカッとMy Heart/ 今すぐ飛び込む勇気                                                                                                | 8月19日  | 2位    | - 初回生産限定盤A・B・C、通常盤A・B・Cの6種。                                                                                               |        |
| 60th                        | 冷たい風と片思い/ ENDLESS SKY/ One and Only | 12月29日 | 1位    | - 鞘師里保ラストシングル。 - 初回生産限定盤A・B・C、通常盤A・B・Cの6種。                                                                    |        |
| 2016年（モーニング娘。'16） | |          |        | |        |
| 61st                        | 泡沫サタデーナイト!/ The Vision/ Tokyoという片隅                                                                                                 | 5月11日  | 2位    | - 鈴木香音ラストシングル。 - 初回生産限定盤A・B・C、通常盤A・B・Cの6種。                                                                    |        |
| 62nd                        | セクシーキャットの演説/ ムキダシで向き合って/ そうじゃない                                                                                       | 11月23日 | 1位    | - 初回生産限定盤A・B・C、通常盤A・B・Cの6種。                                                                                               |        |
| 2017年（モーニング娘。'17） | |          |        | |        |
| 63rd                        | BRAND NEW MORNING/ ジェラシー ジェラシー （モーニングみそ汁）（Get you!）                                                                        | 3月8日   | 2位    | - 13期（加賀楓、横山玲奈）初参加シングル。 - 初回生産限定盤A・B・SP、通常盤A・Bの5種。                                                      |        |
| 64th                        | 邪魔しないで Here We Go!/ 弩級のゴーサイン/ 若いんだし!                                                                                          | 10月4日  | 2位    | - 14期（森戸知沙希）初参加シングル。 - 工藤遥ラストシングル - 初回生産限定盤A・B・C・SP、通常盤A・B・C、工藤遥(モーニング娘。'17) 盤の8種。 |        |
| 2018年（モーニング娘。'18） | |          |        | |        |
| 65th                        | Are you Happy?/ A gonna | 6月13日  | 1位    | - 尾形春水ラストシングル。 - 初回生産限定盤A・B・SP、通常盤A・Bの5種。                                                                      |        |
| 66th                        | フラリ銀座/ 自由な国だから （Y字路の途中） | 10月24日 | 2位    | - 飯窪春菜ラストシングル。 - 初回生産限定盤A・B・SP、通常盤A・Bの5種。                                                                      |        |
| 2019年（モーニング娘。'19） | |          |        | |        |
| 67th                        | 人生Blues/ 青春Night | 6月12日  | 3位    | - 初回生産限定盤A・B・SP、通常盤A・Bの5種。                                                                                                 |        |
| 2020年（モーニング娘。'20） | |          |        | |        |
| 68th                        | KOKORO&KARADA/ LOVEペディア/ 人間関係No way way                                                                                                  | 1月22日  | 2位    | - 15期（北川莉央、岡村ほまれ、山﨑愛生）初参加シングル。 - 初回生産限定盤A・B・C・SP、通常盤A・B・Cの7種。                                  |        |
| 69th                        | 純情エビデンス/ ギューされたいだけなのに | 12月16日 | 2位    | - 初回生産限定盤A・B・SP、通常盤A・Bの5種。                                                                                                 |        |
| 2021年（モーニング娘。'21） | |          |        | |        |
| 70th                        | Teenage Solution/ よしよししてほしいの/ ビートの惑星 （女子かしまし物語(モーニング娘。'21 Ver.)）                                                | 12月8日  | 2位    | - 佐藤優樹ラストシングル。 - 初回生産限定盤A・B・C・SP1・SP2、通常盤A・B・Cの8種。                                                          |        |
| 2022年（モーニング娘。'22） | |          |        | |        |
| 71st                        | Chu Chu Chu 僕らの未来/ 大・人生 Never Been Better! （I WISH）                                                                                   | 6月8日   | 2位    | - 森戸知沙希ラストシングル。 - 初回生産限定盤A・B・SP、通常盤A・Bの5種。                                                                    |        |
| 72nd                        | Swing Swing Paradise/ Happy birthday to Me! | 12月21日 | 1位    | - 16期（櫻井梨央）初参加シングル。 - 加賀楓ラストシングル。 - 初回生産限定盤A・B・SP、通常盤A・Bの5種。                                     |        |
| 2023年（モーニング娘。'23） | |          |        | |        |
| 73rd                        | すっごいFEVER!/ Wake-up Call〜目覚めるとき〜/ Neverending Shine                                                                                  | 10月25日 | 2位    | - 17期（井上春華、弓桁朱琴）初参加シングル。 - 譜久村聖ラストシングル。 - 初回生産限定盤A・B・C・SP、通常盤A・B・Cの7種。                   |        |
| 2024年（モーニング娘。'24） | |          |        | |        |
| 74th                        | なんだかセンチメンタルな時の歌/ 最KIYOU | 8月14日  | 1位    | - 石田亜佑美ラストシングル。 - 初回生産限定盤A・B・SP、通常盤A・Bの5種。                                                                    |        |
| 2025年（モーニング娘。'25） | |          |        | |        |
| 75th                        | 気になるその気の歌/ 明るく良い子 | 7月2日   | 2位    | - 生田衣梨奈ラストシングル。 - 北川莉央は活動休止中のため不参加。 - 初回生産限定盤A・B・SP、通常盤A・Bの5種。                               |        |

別名義
- あっぱれ回転ずし!（2010年10月27日） - むてん娘。（モーニング娘。）名義

コラボレーション
- ALL FOR ONE & ONE FOR ALL!（2004年12月1日） - H.P.オールスターズ名義
- ブスにならない哲学（2011年11月16日）-ハロー!プロジェクト モベキマス名義
- Password is {\displaystyle \scriptstyle \emptyset }（モリ娘。 Ver.）（2014年4月16日） - モリ娘。名義 （56thシングル『時空を超え 宇宙を超え/Password is {\displaystyle \scriptstyle \emptyset }』初回生産限定盤D・通常盤A・B収録）
- Get you!（2017年3月8日）- 「サシニング娘。」名義 （63rdシングル『BRAND NEW MORNING/ジェラシー ジェラシー』初回生産限定盤SP収録）
- YEAH YEAH YEAH/憧れのStress-free/花、闌の時（2018年9月26日）-ハロプロ・オールスターズ名義

### 配信限定シングル
| 順                          | タイトル （カップリング曲）                               | 配信日                      | 備考                                                                                            |                             |
| 2017年（モーニング娘。'17） | 2017年（モーニング娘。'17）                               | 2017年（モーニング娘。'17） | 2017年（モーニング娘。'17）                                                                     | 2017年（モーニング娘。'17） |
| --------------------------- | --------------------------------------------------------- | --------------------------- | ----------------------------------------------------------------------------------------------- | --------------------------- |
| 1st                         | 五線譜のたすき （五線譜のたすき(Instrumental)）           | 11月30日                    | TBSテレビ（関東ローカル）『ふるさとの夢』第2期（第42回 - 第69回）エンディングテーマ             |                             |
| 2018年（モーニング娘。'18） |                                                           |                             |                                                                                                 |                             |
| 2nd                         | 花が咲く 太陽浴びて （花が咲く 太陽浴びて(Instrumental)） | 1月28日                     | モーニング娘。20th ミニアルバム「二十歳のモーニング娘。」リリースに先駆けての先行配信シングル。 |                             |
| 2022年（モーニング娘。'22） |                                                           |                             |                                                                                                 |                             |
| 3rd                         | I WISH                                                    | 3月18日                     | テレビ東京系・木ドラ24『真夜中にハロー!』エンディングテーマ                                     |                             |

コラボレーション
- モーニング娘。20th 名義（第1期オリジナルメンバー全員とモーニング娘。'17→モーニング娘。'18のコラボレーション。）
  - 愛の種（20th Anniversary Ver.）（2017年11月3日）
  - モーニングコーヒー (20th Anniversary Ver.)（2018年1月28日）

### CD-BOX
- モーニング娘。EARLY SINGLE BOX（2004年12月15日）
- モーニング娘。オールナイトニッポンモバイル CD BOX（2012年9月7日）

### アルバム
アルバムの収録曲および詳細は各タイトルの記事を参照。
順位はオリコン週間ランキング最高位に準拠。
| 順                   | タイトル                                                 | 発売日               | 順位                 | 備考                                                     |
| オリジナル・アルバム | オリジナル・アルバム                                     | オリジナル・アルバム | オリジナル・アルバム | オリジナル・アルバム                                     |
| -------------------- | -------------------------------------------------------- | -------------------- | -------------------- | -------------------------------------------------------- |
| 1                    | ファーストタイム                                         | 1998年7月8日         | 4位                  | 1998年12月23日にMD盤を発売                               |
| 2                    | セカンドモーニング                                       | 1999年7月28日        | 3位                  |                                                          |
| 3                    | 3rd -LOVEパラダイス-                                     | 2000年3月29日        | 2位                  |                                                          |
| 4                    | 4th「いきまっしょい!」                                   | 2002年3月27日        | 1位                  |                                                          |
| 5                    | No.5                                                     | 2003年3月26日        | 1位                  |                                                          |
| 6                    | 愛の第6感                                                | 2004年12月8日        | 7位                  |                                                          |
| 7                    | レインボー7                                              | 2006年2月15日        | 7位                  |                                                          |
| 8                    | SEXY 8 BEAT                                              | 2007年3月21日        | 7位                  | 初回生産限定盤のみDVD付属                                |
| 9                    | プラチナ 9 DISC                                          | 2009年3月18日        | 13位                 | 初回生産限定盤のみDVD付属                                |
| 10                   | ⑩ MY ME                                                  | 2010年3月17日        | 9位                  | 初回生産限定盤のみDVD付属                                |
| 11                   | Fantasy! 拾壱                                            | 2010年12月1日        | 16位                 | 初回生産限定盤のみDVD付属                                |
| 12                   | 12,スマート                                              | 2011年10月12日       | 8位                  | 初回生産限定盤のみDVD付属                                |
| 13                   | ⑬カラフルキャラクター                                    | 2012年9月12日        | 6位                  | 初回生産限定盤のみDVD付属                                |
| 14                   | 14章〜The message〜                                      | 2014年10月29日       | 7位                  | 初回生産限定盤のみDVD付属                                |
| 15                   | ⑮ Thank you, too                                         | 2017年12月6日        | 4位                  | 初回生産限定盤のみBlu-ray付属                            |
| 16                   | 16th〜That's J-POP〜                                     | 2021年3月31日        | 2位                  | 初回生産限定盤のみBlu-ray付属                            |
| 17                   | Professionals-17th                                       | 2024年11月27日       | 4位                  | 初回生産限定盤のみBlu-ray付属                            |
| ベスト・アルバム     |                                                          |                      |                      |                                                          |
| 1                    | ベスト! モーニング娘。1                                  | 2001年1月31日        | 1位                  | 2001年3月28日アナログ盤を発売                            |
| 2                    | ベスト! モーニング娘。2                                  | 2004年3月31日        | 4位                  |                                                          |
| 3                    | モーニング娘。 ALL SINGLES COMPLETE 〜10th ANNIVERSARY〜 | 2007年10月24日       | 6位                  | 2枚組 初回生産限定盤はDVD付属                            |
| 4                    | モーニング娘。全シングル カップリングコレクション        | 2009年10月7日        | 17位                 | 3枚組                                                    |
| 5                    | The Best!〜Updated モーニング娘。〜                      | 2013年9月25日        | 6位                  | 初回生産限定盤はDVD付属                                  |
| 6                    | モーニング娘。’14 カップリングコレクション2              | 2014年3月12日        | 15位                 | 2枚組                                                    |
| 7                    | ベスト!モーニング娘。20th Anniversary                    | 2019年3月20日        | 1位                  | 初回生産限定盤A：2枚組Blu-ray付属 初回生産限定盤B：4枚組 |
| 8                    | モーニング娘。ベストセレクション 〜The 25周年〜          | 2023年8月30日        | 3位                  | 初回生産限定盤：Blu-ray付属                              |
| ミニ・アルバム       |                                                          |                      |                      |                                                          |
|                      | モーニング刑事。抱いてHOLD ON ME!                        | 1998年9月30日        | 18位                 | 平家みちよとの共作                                       |
| 1                    | 7.5冬冬モーニング娘。ミニ!                               | 2006年12月13日       | 14位                 | 初回生産限定盤はDVD付属                                  |
| カバー・アルバム     |                                                          |                      |                      |                                                          |
| 1                    | COVER YOU                                                | 2008年11月26日       | 27位                 |                                                          |

コラボレーションミニアルバム
- 二十歳のモーニング娘。（2018年2月7日） - モーニング娘。20th名義のミニアルバム。

その他のコラボレーション
- Get you!（2017年1月25日） - サシニング娘。（指原莉乃&モーニング娘。'17）名義（AKB48のアルバム「サムネイル」Type-Aに収録）

### サウンドトラック
1. 映画ピンチランナー「オリジナル・サウンドトラック」（2000年7月5日）
2. モーニング娘。のミュージカル LOVEセンチュリー 〜夢はみなけりゃ始まらない〜（2001年8月1日）
3. モーニング娘。のミュージカル モーニング・タウン オリジナル・キャスト盤（2002年7月17日）
4. 仔犬ダンの物語　オリジナルサウンドトラック（2003年2月14日）
5. モーニング娘。のミュージカル 江戸っ娘。忠臣蔵オリジナルキャスト盤（2003年7月2日）
6. 「リボンの騎士　ザ・ミュージカル」ソング・セレクション（2006年7月26日）
7. 演劇女子部 ミュージカル LILIUMリリウム 少女純潔歌劇　オリジナルサウンドトラック（2014年8月6日、同年6月5日会場先行販売）モーニング娘。'14×スマイレージ名義
8. 演劇女子部 ミュージカル「TRIANGLE-トライアングル-」オリジナルサウンドトラック（2015年7月15日、同年6月18日会場先行販売）
9. 演劇女子部「続・11人いる！東の地平・西の永遠」オリジナルサウンドトラック（2016年7月13日、同年6月11日会場先行販売）
10. 演劇女子部「ファラオの墓」オリジナルサウンドトラック（2017年7月12日）
11. 演劇女子部「ファラオの墓～蛇王・スネフェル」オリジナルサウンドトラック（2018年7月11日、同年6月1日会場先行販売）

## 公演

### コンサート
Hello!Project、ならびにその前身であるHello!名義でのコンサートについてはハロー!プロジェクトの作品・出演一覧#Hello! Project コンサートを参照。

### 海外公演
- 台湾・台北 ： 「早安少女組。演唱會 2008 Concert Tour in Taiwan」（2008年5月24日、台北世界貿易センター南港展覧館）[11][12]
- 韓国・ソウル ： 「モーニング娘。10th Anniversary Live Tour IN KOREA 2008」（2008年6月1日、蚕室オリンピック公園オリンピックホール、2公演）[13][14]
- 中国・上海 ： 「『放歌世博』早安少女組。上海独唱会」（2008年6月28日、上海大舞台）[15][16]
- アメリカ合衆国・ロサンゼルス ： Anime Expo 2009（2009年7月2日 - 4日、ロサンゼルス・コンベンション・センター） - スペシャルゲストとして出演。
- フランス・パリ ： Japan Expo 2010（2010年7月1日 - 4日、パリ・ノールヴィルパント展示会場） - 音楽主賓として出演。
- アメリカ合衆国・ニューヨーク ： Morning Musume。'14 Live Concert in New York （2014年10月5日、ニューヨーク・Best Buy Theater）
- アメリカ合衆国・ヒューストン ： Morning Musume。'16  Live at Anime Matsuri 2016 （2016年2月27日、ヒューストン・George R. Brown コンベンションセンター）
- 台湾・台北 ： Morning Musume。'16 Live Concert in Taipei （2016年10月16日、ATT SHOW BOX）
- 香港 ： Morning Musume。'17 Live Concert in Hong Kong（2017年6月25日、KITEC-Star Hall）
- メキシコ・メキシコシティ ： MORNING MUSUME。'18 Fall Concert Tour 〜GET SET, GO!〜 in Mexico City（2018年11月10日 、EL PLAZA CONDESA）
- アメリカ合衆国・ニューヨーク ： Anisong World Matsuri at Anime NYC 2018（2018年11月17日、Hammstein BallRoom）
- 中国・上海 ： 早安少女组'25 上海演唱会 心跳加速!早安次元突破 BPM180の未来疾走〜（2025年9月27日、上海静安体育中心）
- 台湾・台北 ： MORNING MUSUME。'25 LIVE in TAIPEI（2025年9月29日、Zepp New Taipei）

### 海外ファンミーティング
- 香港 ： Morning Musume’19 Fan Meeting in Hong Kong（2019年6月8日、Kitec-Rotunda 3）
- 台湾・台北 ： Morning Musume。'19 Overseas Fanmeeting in Taipei（2019年6月9日、台北大學 育樂館）

### ゲスト出演
- シャ乱Q結成20周年記念プロジェクト「感謝!ハタチのシャ乱Q みんなでお祝いだ!日本武道館フェスティバル〜長いよ〜」（2008年12月6日、日本武道館）
- 第43回「NHK福祉大相撲」（2010年2月11日、両国国技館）
- 春コレ〜White Day スペシャル〜 （2010年3月14日、東京ドームシティプリズムホール、BS-TBS主催）
- 上海国際博覧会（2010年5月10日、上海国際博覧会・生命陽光館）
- ゆうきのつばさ2011（2011年11月25日、トレッサ横浜）
- ドリームモーニング娘。スペシャルLIVE 2012 日本武道館 〜第一章 終幕「勇者タチ、集合セョ」〜（2012年3月10日、日本武道館）
- Girls Award 2012 SPRING/SUMMER（2012年5月26日、国立代々木競技場第一体育館）
- ゆうきのつばさ 2012（2012年11月23日、トレッサ横浜）
- 第7回AKB48紅白対抗歌合戦（2017年12月10日、東京ドームシティホール）[17]
- YOSHIKO ハロプロ振付20周年記念 team445 ダミーFes.（2020年2月19日、Zepp DiverCity）
- Hello! Project 研修生発表会 2024 6月「リリー」（2024年6月9日、Zepp Namba / 6月16日、Zepp DiverCity）[18]

### 音楽フェス・ライブイベント
- ROCK IN JAPAN FESTIVAL 2018（2018年8月12日、国営ひたち海浜公園 LAKE STAGE）[19]
- ROCK IN JAPAN FESTIVAL 2019（2019年8月10日、国営ひたち海浜公園 GRASS STAGE）[20]
- テレビ朝日ドリームフェスティバル2019（2019年10月13日、幕張メッセ国際展示場9～11ホール）[21]
- JAPAN JAM 2020【開催中止】[注 14]
- ROCK IN JAPAN FESTIVAL 2020【開催中止】
- JAPAN JAM 2022（2022年5月1日、千葉市蘇我スポーツ公園 SKY STAGE）[22]
- ROCK IN JAPAN FESTIVAL 2022（2022年8月12日、千葉市蘇我スポーツ公園 GRASS STAGE）
- イナズマロック フェス 2022【開催中止】[注 15][23]
- COUNTDOWN JAPAN 22/23（2022年12月29日、幕張メッセ国際展示場1～8ホール・イベントホール EARTH STAGE）
- JAPAN JAM 2023（2023年4月30日、千葉市蘇我スポーツ公園 SKY STAGE）
- さよなら中野サンプラザ音楽祭（2023年6月11日 、中野サンプラザ）
- ROCK IN JAPAN FESTIVAL 2023（2023年8月13日、千葉市蘇我スポーツ公園 GRASS STAGE）
- イナズマロックフェス 2023（2023年10月9日、滋賀県草津市 烏丸半島芝生広場）
- COUNTDOWN JAPAN 23/24（2023年12月29日、幕張メッセ国際展示場1～8ホール・イベントホール EARTH STAGE）
- JAPAN JAM 2024（2024年5月3日、千葉市蘇我スポーツ公園 SKY STAGE）
- The MusiQuest 2024（2024年7月21日、ぴあアリーナMM）
- ROCK IN JAPAN FESTIVAL 2024 in HITACHINAKA（2024年9月22日、国営ひたち海浜公園）
- COUNTDOWN JAPAN 24/25（2024年12月30日、幕張メッセ国際展示場1～11ホール・イベントホール GALAXY STAGE）
- GREEN FLASH Fes ～in SHIBAMASA～（2025年5月31日、芝政ワールド）
- ROCK IN JAPAN FESTIVAL 2025（2025年9月15日、千葉市蘇我スポーツ公園 HILLSIDE STAGE）

### ディナーショー
- Hello! Project 20th Anniversary!! モーニング娘。'19 ディナーショー「Happy Night」（2019年2月17日、グランドプリンスホテル新高輪 飛天）
- モーニング娘。'20 ディナーショー「Happy Night」【開催中止】[注 16][24]

### 舞台・ミュージカル
- 「LOVEセンチュリー〜夢はみなけりゃ始まらない〜」（演出：西川信廣、日生劇場、2001年5月3日 - 27日、37公演）
- 「モーニング・タウン」（演出：西川信廣、青山劇場、2002年5月24日 - 6月24日、41公演）
- 「江戸っ娘。忠臣蔵」（演出：平光琢也、明治座、2003年5月31日 - 6月29日、26公演）
- 「HELP!!熱っちぃ地球を冷ますんだっ。」（演出：樫田正剛、中野サンプラザ、2004年5月29日 - 6月13日、20公演）
- 「リボンの騎士 ザ・ミュージカル」（演出：木村信司、新宿コマ劇場、2006年8月1日 - 27日、40公演）
- 「シンデレラ the ミュージカル」（演出：酒井澄夫、新宿コマ劇場、2008年8月6日 - 25日、34公演）
- BS-TBS開局10周年企画「ファッショナブル」（演出：吉田健、2010年6月11日 - 27日、ル・テアトル銀座 / シアターBRAVA!、21公演）
- 「リボーン〜命のオーディション〜」（演出：吉田健、全労済ホールスペース・ゼロ、2011年10月8日 - 17日、17公演） - 新垣・田中・譜久村・生田・鞘師・鈴木・工藤の7名が出演。
- 「ステーシーズ 少女再殺歌劇」（演出：末満健一、全労済ホールスペース・ゼロ、2012年6月6日 - 12日、11公演） - 田中・譜久村・生田・鞘師・鈴木・飯窪・石田・佐藤・工藤の9名が出演。
- 大人の麦茶×ゲキハロ「ごがくゆう」 （作・演出：塩田泰造、東京・紀伊國屋サザンシアター / 大阪・シアターBRAVA!、2013年6月12日 - 23日、13公演） - 譜久村・鞘師・飯窪・石田・工藤の5名が出演[25]。
- 演劇女子部 ミュージカル「LILIUM-リリウム 少女純潔歌劇-」（演出：末満健一、東京・池袋サンシャイン劇場 / 大阪・森ノ宮ピロティホール、2014年6月5日 - 21日、19公演） - 譜久村・鞘師・鈴木・石田・佐藤・工藤・小田の7名が出演。
- 演劇女子部 ミュージカル「TRIANGLE-トライアングル-」（演出：吉田健、池袋サンシャイン劇場、2015年6月18日 - 28日、16公演） - 譜久村・鞘師・石田・佐藤・工藤・小田・尾形・野中・牧野・羽賀の10名が出演。
- 演劇女子部「続・11人いる! 東の地平・西の永遠」（演出：西森英行、東京・池袋サンシャイン劇場 / 京都・京都劇場、2016年6月11日 - 28日、22公演） - 譜久村・生田・飯窪・石田・佐藤・工藤・小田・尾形・野中・牧野・羽賀の11名全員が出演。
- 演劇女子部「ファラオの墓」（演出：太田善也、池袋サンシャイン劇場、2017年6月2日 - 11日、16公演） - 譜久村・生田・飯窪・石田・佐藤・工藤・小田・尾形・野中・牧野・羽賀・加賀・横山の13名全員が出演。
- 演劇女子部「ファラオの墓～蛇王・スネフェル」（演出：太田善也、池袋サンシャイン劇場、大阪・メルパルクホール、2018年6月1日 - 17日、20公演）- 譜久村・生田・飯窪・石田・佐藤・小田・野中・牧野・羽賀・加賀・横山・森戸の12名が出演。

### スポーツフェスティバル
詳細は『ハロー!プロジェクトスポーツフェスティバル』を参照。
- Hello! Project大運動会（2001年3月31日、さいたまスーパーアリーナ）
- 2002年ハロー!プロジェクト大運動会（2002年11月3日、大阪ドーム）
- ハロー!プロジェクト スポーツフェスティバル2003（2003年11月16日、大阪ドーム / 11月22日、東京ドーム）
- Hello! Project SPORTS FESTIVAL 2004（2004年11月14日、豊田スタジアム / 12月5日、さいたまスーパーアリーナ）
- Hello! Project SPORTS FESTIVAL 2006（2006年3月19日、さいたまスーパーアリーナ）

### 文化祭
詳細は『モーニング娘。“熱っちぃ地球を冷ますんだっ。”文化祭』を参照。
- 文化祭2004〜STOP! 地球温暖化〜（2004年6月19日 - 20日、幕張メッセ国際展示場4・5・6ホール）
- 文化祭2005 in 横浜「20XX年世界大温暖化!! どうする日本! どうするあなた?」（2005年10月8日 - 10日、パシフィコ横浜展示ホールA・B・C・D）
- 文化祭2006 in 横浜（2006年9月16日 - 17日、パシフィコ横浜展示ホールA・B・C・D）
- 文化祭2007 in 横浜（2007年10月8日 - 9日、パシフィコ横浜展示ホールA・B・C・D）

### イベント
- ハロー!プロジェクト☆フェスティバル2011（2011年11月23日、よみうりランドオープンシアターEAST）
- BS-TBS サマーパーティー2012 ステーシーズ 少女再殺歌劇 大感謝祭（2012年8月21日、赤坂BLITZ）
- BS-TBS サマーパーティー2013 ごがくゆう 同窓会（2013年8月22日、赤坂BLITZ）
- BS-TBS開局15周年特別企画クールジャパン〜道(DOU)〜（2015年8月26日 - 9月2日、池袋サンシャイン劇場）
  - ベストフィフティーン〜モーニング娘。'15編〜（2015年8月26日、池袋サンシャイン劇場）
  - ロングブレス講座（2015年8月27日、池袋サンシャイン劇場）
  - 殺陣道（2015年8月27日、池袋サンシャイン劇場）
  - 演劇女子部 ミュージカル「LILIUM」感謝祭（2015年8月31日・9月1日、池袋サンシャイン劇場）
  - 演劇女子部 ミュージカル「トライアングル」感謝祭（2015年9月2日、池袋サンシャイン劇場）
- モーニング娘。結成20周年記念イベント 〜21年目もがんばっていきまっしょい!〜（2017年9月14日、新木場STUDIO COAST）
- GTFグリーンチャレンジデー2021オンライン（2021年11月6日） - 譜久村・岡村・山﨑
- 北海道日本ハムファイターズ『LIVE DAYS！〜心躍る大交流戦』@エスコンフィールドHOKKAIDO（2024年6月2日、エスコンフィールドHOKKAIDO）- 試合終了後スペシャルミニライブ
- 鷹祭 SUMMER BOOST（2024年7月28日、みずほPayPayドーム福岡）- 試合終了後スペシャルミニライブ
- AFTER GAME FIELD（2025年4月27日、エスコンフィールドHOKKAIDO）

## 出演
下記以外にも、各メンバーがソロやユニットで出演する（した）番組・作品が多数ある。詳細は各メンバーやユニットの記事を参照。

### テレビ

#### 現在（テレビ）
- ハロドリ。（テレビ東京、BSテレ東他）
  - 無印（2020年4月6日 - 2023年3月27日）
  - HELLO!PROJECT 25YEARS（2023年4月3日 - 12月26日）
  - 無印2期（2024年1月9日 - 6月25日）
  - -MUSIC-（2024年7月9日 - ）

#### 過去（テレビ）
- ASAYAN（1997年 - 2002年3月24日、テレビ東京系他）
- 太陽娘と海（1998年4月7日 - 6月30日、テレビ東京）
- アイドルをさがせ!（1999年1月5日 - 2002年3月26日、テレビ東京）
- ガレージ（1999年4月 - 2000年3月の間の金曜深夜、テレビ東京）
- モーニング娘。のへそ（2000年1月4日 - 9月29日、テレビ東京他）
- フライデーナイトはお願い!モーニング（2000年4月7日 - 2001年9月29日、テレビ岩手制作・日本テレビ系）
- ハロー!モーニング。（2000年4月9日 - 2007年4月1日、テレビ東京系他）
- めちゃ2イケてるッ!（2000年7月15日・2001年10月13日・2002年10月12日・2003年4月5日、10月4日、18日・2004年4月24日、フジテレビ系、私立岡村女子高等学校。シリーズ）
- MUSIX!（2000年12月3日 - 2003年3月18日、テレビ東京系列・BSジャパン他）
- モー。たいへんでした（2001年4月12日 - 2002年3月14日、日本テレビ系）
- ティンティンTOWN!（2002年7月5日 - 2004年3月26日、日本テレビ系）
- 深夜ミニ帯番組シリーズ（テレビ東京他）
  - 少女日記（2000年10月2日 - 2001年3月30日）
  - 美少女教育（2001年4月2日 - 9月28日）
  - 新・美少女日記（2001年10月1日 - 2002年3月29日）
  - 美少女教育II（2002年4月1日 - 9月27日）
  - 美少女日記III（2002年9月30日 - 2003年3月28日）
  - セクシー女塾（2003年3月31日 - 9月26日）
  - それゆけ!ゴロッキーズ（2003年9月29日 - 12月26日）
  - よろしく!センパイ（2004年1月5日 - 4月2日）
  - 二人ゴト（2004年4月5日 - 10月1日）
  - 魔女っ娘。梨華ちゃんのマジカル美勇伝（2004年10月4日 - 12月24日）
  - 娘。ドキュメント2005（2005年1月5日 - 4月1日）
  - 娘DOKYU!（2005年4月4日 - 2006年9月29日）
  - 歌ドキッ! 〜ポップクラシックス〜（2006年10月2日 - 2008年3月28日）
  - よろセン!（2008年10月6日 - 2009年3月27日）
- ハロモニ@（2007年4月8日 - 2008年9月28日、テレビ東京系他）
- 美女放談（2009年4月2日 - 2010年3月25日、テレビ東京他） - 放送開始時点でハロー!プロジェクトを卒業したエルダークラブのメンバーも出演している。
- 半分エスパー（2010年1月15日 - 3月19日、フジテレビTWO） - スペシャルゲストとして出演した。
- 美女学（2010年4月1日 - 2011年4月14日、テレビ東京他）
- ハロプロ!TIME（2011年4月21日 - 2012年5月31日、テレビ東京他）
- 数学♥女子学園（2012年1月11日 - 3月28日、日本テレビ他）
- GirlsNews〜ハロプロ（2012年3月2日 - 2013年9月、アイドル専門チャンネルPigoo）
- ハロー!SATOYAMAライフ（2012年6月7日 - 2013年12月26日、テレビ東京他）
- The Girls Live（2014年1月9日 - 2019年3月25日、テレビ東京他）
- AI・DOLプロジェクト（2019年4月1日 - 2020年3月30日、テレビ東京他）
- 真夜中にハロー!（2022年1月13日 - 3月18日、テレビ東京他） - モーニング娘。'22 本人役
- J-MELO（2011年1月 - 2023年3月、NHKワールドTV、BSプレミアム他） - Team J-MELO としてレギュラー出演

#### スペシャル番組
- 天国か!?地獄か!?あか・黄・青大激突 in ハワイ（スーパースペシャル2000、2000年6月24日、日本テレビ系）
- シドニーオリンピックバレーボール世界最終予選 イメージキャラクター（2000年6月、TBS系）
- シドニーオリンピック イメージキャラクター（2000年9月、TBS系）
- SAMBA・TV（2000年12月30日 - 2001年1月1日、TBS系）
- 新春モーニング娘。スペシャル 晴れ着と水着でお年玉大作戦（2001年1月1日、日本テレビ系）
- モーニング娘。大放送、緊急!中澤スペシャル 〜サルティンバンコにつれてって〜（2001年3月31日、フジテレビ系）
- 春満開!モー娘。10人の表裏見せちゃったスペシャルだぴょ〜ん（2001年4月1日、テレビ朝日系）
- 13人がかりのクリスマス（2001年12月22日、フジテレビ系）
- 日曜ビッグスペシャル（2001年12月23日、テレビ東京系）
- モーニング娘。新春! LOVEストーリーズ（2002年1月2日、TBS系）
  - はいからさんが通る（石川梨華主演）
  - 時をかける少女（安倍なつみ主演）
  - 伊豆の踊り子（後藤真希主演）
- BSまるごと大全集 100%モーニング娘。（2002年8月27日、NHK BS2／9月20日（総集編）、NHK BShi）
- モーニング娘。サスペンスドラマスペシャル（2002年12月28日、TBS系）
  - 三毛猫ホームズの犯罪学講座（安倍なつみ主演）
  - おれがあいつであいつがおれで（吉澤ひとみ主演）
- FNS27時間テレビ みんなのうた（2003年6月28日 - 6月29日、フジテレビ系） - 番組パーソナリティ
- SMAP×SMAP 超豪華年末120分拡大スペシャル（2003年12月29日、関西テレビ・フジテレビ制作、フジテレビ系）
- 2006世界バレーボール選手権日本大会（2006年11月、TBS系・BS-i〈現：BS-TBS〉）
- モーニング娘。アメリカ初上陸ライブ（2009年9月5日、テレビ東京）
- モーニング娘。フランス初上陸ライブ（2010年8月26日、テレビ東京）
- コラボTV モー娘。うたすきっ!!（2011年5月6日、BS-TBS） - 高橋愛・新垣里沙・田中れいな・光井愛佳のみ出演
- コラボTV モーニング娘。 みんなの3D（2011年7月8日、BS-TBS） - 新垣里沙と道重さゆみのみ出演
- モーニング娘。3時間スペシャル「あなたは、本当のモーニング娘。を知っていますか？　〜15年間の過去!現在!!未来!!!〜」（2012年9月15日、スペースシャワーTVプラス）
- モーニング娘。55スペシャル!（2014年3月30日、BSプレミアム）
  - モーニング娘。55スペシャル!「第1夜」「第2夜」（4月28日・29日、NHK総合） - 2回に分割して再放送、一部内容を変更。
  - モーニング娘。55スペシャル!「第1夜・改」「第2夜・改」（6月17日・24日、BSプレミアム） - 上記とは異なる部分の内容を変更して再々放送。
- モーニング娘。'14 Live Concert in New York（2014年11月1日、BSスカパー!）
- モーニング娘。'14のメンバーが選ぶ、BEST OF モーニング娘。（2014年11月2日、スペースシャワーTVプラス）
- 新生モーニング娘。SP 〜4人の決意〜（2014年12月20日、スペースシャワーTVプラス） - 譜久村聖・生田衣梨奈・飯窪春菜・12期メンバーのみ出演
- モーニング娘。'17 特技☆再検証 モー娘。'17DEござる! （2017年3月9日[8日深夜] 、テレビ東京系）
- モーニング娘。20th Anniversaryスペシャル（2017年11月19日、スペースシャワーTVプラス）
- モーニング娘。20周年記念スペシャル（2018年2月12日、テレビ東京系）
- モーニング娘。まるっと20年スペシャル!（2018年3月31日、BSプレミアム）
- KOKOROをさらけ出せ!モーニング娘。'20緊急会議（2020年1月25日、スペースシャワーTVプラス）
- 中居正広の金曜日のスマイルたちへ 2時間スペシャル モーニング娘。'21&OG! 今夜限りうたばん秘蔵映像解禁（2021年4月2日、TBS系） - 佐藤優樹・岡村ほまれを除くモーニング娘。'21メンバー全員、およびモーニング娘。OGからは石黒彩・飯田圭織・保田圭・矢口真里・高橋愛・田中れいなが出演
- Miki Nonaka presents…モーニング娘。'21〜SONGS FOR YOU〜（初回放送：2021年10月23日、CSテレ朝チャンネル1）[26]
- ワンワン25（2021年12月31日、NHK・Eテレ）[27]
- The Day.～アーティストたちの特別なあの日～【モーニング娘。】（2023年1月28日、日テレプラス）
- モーニング娘。'23 25周年特番〜25年分の禁断ランキング!〜（初回放送：2023年8月19日、TBSチャンネル1） - 17期メンバーを含むモーニング娘。'23メンバー全員が出演[28]
- モーニング娘。ベストセレクションアルバム〜The25周年〜発売記念スペシャル（2023年8月28日、スペースシャワーTV） - 野中美希と17期メンバーを除くモーニング娘。'23メンバー全員が出演[29]
- モーニング娘。'23 譜久村聖卒業特番「I WISH モーニング娘。って素晴らしい」（2023年11月24日、CSテレ朝チャンネル1）[30]
- ザ・グレイテスト・ヒッツ「モーニング娘。スペシャル」（2025年5月24日、NHK総合） - 牧野真莉愛・羽賀朱音のみ出演

#### NHK紅白歌合戦
ここではモーニング娘。として出場したもののみ表記。
| 年度   | 放送回 | 回 | 曲目                                            | 出演順 | 対戦相手   | 備考                                                                                |
| ------ | ------ | -- | ----------------------------------------------- | ------ | ---------- | ----------------------------------------------------------------------------------- |
| 1998年 | 第49回 | 初 | 抱いてHOLD ON ME!                               | 02/25  | TOKIO      |                                                                                     |
| 1999年 | 第50回 | 2  | LOVEマシーン                                    | 01/27  | DA PUMP    |                                                                                     |
| 2000年 | 第51回 | 3  | ハッピーサマーウェディング大晦日スペシャル      | 12/28  | 平井堅     |                                                                                     |
| 2001年 | 第52回 | 4  | Mr.Moonlight〜愛こそがザ☆ピ～ス!〜              | 10/27  | 吉幾三     |                                                                                     |
| 2002年 | 第53回 | 5  | ここにいるぜぇ!そうだ! We're ALIVE 2002 Ver.    | 10/27  | Gackt      |                                                                                     |
| 2003年 | 第54回 | 6  | Go Girl 〜恋のヴィクトリー〜                    | 07/30  | Gackt（2） |                                                                                     |
| 2004年 | 第55回 | 7  | 2004年 愛・涙・キッス紅白スペシャル             | 02/28  | w-inds.    | W（ダブルユー）と 合同で出演                                                        |
| 2005年 | 第56回 | 8  | 気がつけば好きすぎて♪盛り上がって♪LOVEマシーン! | 05/29  | コブクロ   | 松浦亜弥&DEF.DIVA と合同で出演                                                      |
| 2006年 | 第57回 | 9  | Thanks! 歩いてる 2006Ambitious バージョン       | 05/27  | Aqua Timez | GAMと合同で出演                                                                     |
| 2007年 | 第58回 | 10 | Special LOVE Mix〜幸せの平成20周年 Ver.〜       | 01/27  | 美川憲一   | ハロー!プロジェクト10周年記念 紅白スペシャル隊として Berryz工房、℃-uteと 合同で出演 |

注意点
- 出演順は「出演順/出場者数」で表す。
- 対戦相手の歌手名のカッコ内の数字はその歌手との対戦回数を表す。

備考
- 出場回数 ： 10回（1998年 - 2007年）
- 最多初出場（3回） ： 後藤真希（モーニング娘。・後藤真希・DEF.DIVA）（1999年の第50回・2003年の第54回・2005年の第56回）、藤本美貴（藤本美貴・モーニング娘。・GAM）（2002年の第53回・2003年の第54回・2006年の第57回）
- 平成生まれの出場歌手第1号 ： 道重さゆみ・田中れいな（2003年の第54回）。

#### 音楽特番・音楽祭
NHK
- RAGAZZE!～少女たちよ!～（2020年3月28日、NHK総合）

日本テレビ系
- 日テレ系音楽の祭典 ベストアーティスト
  - 1億3000万人が選ぶ!ベストアーティスト30（2001年12月19日）
  - 日テレ系音楽の祭典 ベストアーティスト2002（2002年12月18日）
  - 日テレ系音楽の祭典 ベストアーティスト2003（2003年12月17日）
  - 日テレ系音楽の祭典 ベストアーティスト2004[注 20]（2004年12月15日）
  - 日テレ系音楽の祭典 ベストアーティスト2005（2005年11月30日）
  - 日テレ系音楽の祭典 ベストアーティスト2017（2017年11月28日）
- ベストヒット歌謡祭（読売テレビ）
  - ベストヒット歌謡祭 2003（2003年11月29日）
  - ベストヒット歌謡祭 2004（2004年11月28日）
- THE MUSIC DAY
  - THE MUSIC DAY 夏のはじまり。（2016年7月2日）
  - THE MUSIC DAY 願いが叶う夏（2017年7月1日）
  - THE MUSIC DAY 2021 音楽は止まらない（2021年7月3日）
- THE夜もヒッパレ2025（2025年5月24日）[注 21]

TBSテレビ
- 日本レコード大賞
  - 第40回日本レコード大賞（1998年12月31日）
  - 第41回日本レコード大賞（1999年12月31日）
  - 第42回日本レコード大賞（2000年12月31日）
- CDTVスペシャル!年越しプレミアライブ
  - CDTVスペシャル! 超豪華年越しライブ 2000→2001（2000年12月31日 - 2001年1月1日）
  - CDTVスペシャル! 超豪華年越しライブ 2001→2002（2001年12月31日 - 2002年1月1日）
  - CDTVスペシャル! 超豪華年越しライブ 2002→2003（2002年12月31日 - 2003年1月1日）
  - CDTVスペシャル! 超豪華年越しプレミアライブ 2003→2004（2003年12月31日 - 2004年1月1日）
  - TBSテレビ開始60周年記念特別番組 CDTVスペシャル! 年越しプレミアライブ 2014→2015（2014年12月31日 - 2015年1月1日）
  - CDTVスペシャル! 超豪華年越しライブ 2015→2016（2015年12月31日 - 2016年1月1日）
  - CDTVスペシャル! 超豪華年越しライブ 2016→2017（2016年12月31日 - 2017年1月1日）
  - CDTVスペシャル! 超豪華年越しライブ 2017→2018（2017年12月31日 - 2018年1月1日）
  - CDTVスペシャル! 超豪華年越しライブ 2018→2019（2018年12月31日 - 2019年1月1日）
  - CDTVスペシャル! 年越しプレミアライブ2019→2020（2019年12月31日 - 2020年1月1日）
  - CDTV ライブ!ライブ!年越しスペシャル 2020→2021（2020年12月31日 - 2021年1月1日）
  - CDTV ライブ!ライブ!年越しスペシャル!2021→2022（2021年12月31日 - 2022年1月1日）
  - CDTVライブ!ライブ!年越しスペシャル2022→2023（2022年12月31日 - 2023年1月1日）
  - CDTVライブ!ライブ!年越しスペシャル2023→2024（2023年12月31日 - 2024年1月1日）
  - CDTVライブ!ライブ!年越しスペシャル!2024→2025（2024年12月31日 - 2025年1月1日）
- 音楽の日
  - 音楽の日 2013（2013年6月29日・6月30日）
  - 音楽の日 2016（2016年7月16日・7月17日）
  - 音楽の日 2017（2017年7月15日・7月16日）
  - 音楽の日 2018（2018年7月14日・7月15日）
  - 音楽の日 2019（2019年7月13日・7月14日）
- メガヒットライブ（TBS）
  - メガヒットライブ '98（1998年8月29日）

フジテレビ
- FNS歌謡祭
  - '98 FNS歌謡祭（1998年12月3日）
  - '99 FNS歌謡祭（1999年12月2日）
  - 2000 FNS歌謡祭（2000年12月7日）
  - 2001 FNS歌謡祭（2001年12月6日）
  - 2002 FNS歌謡祭（2002年12月5日）
  - 2003 FNS歌謡祭（2003年12月3日）
  - 2004 FNS歌謡祭[注 20]（2004年12月1日）
  - 2007 FNS歌謡祭（2007年12月5日）
  - 2011 FNS歌謡祭（2011年12月7日）
  - 2015 FNS歌謡祭 THE LIVE（2015年12月16日）
  - 2016 FNS歌謡祭 第2夜（2016年12月14日）
  - 2017 FNS歌謡祭 第2夜（2017年12月13日）
  - 2018 FNS歌謡祭 第2夜（2018年12月12日）
  - 2023 FNS歌謡祭 第2夜（2023年12月12日）
- FNSうたの夏まつり
  - 2013 FNSうたの夏まつり（2013年7月31日）
  - 2015 FNSうたの夏まつり（2015年7月29日）
  - 2016 FNSうたの夏まつり 〜海の日スペシャル〜（2016年7月18日）
  - 2018 FNSうたの夏まつり（2018年7月25日）
- FNS27時間テレビ (2023年)「 FNS鬼レンチャン歌謡祭」（2023年7月23日）

テレビ朝日
- ミュージックステーションスーパーライブ
  - ミュージックステーションスペシャル スーパーライブ1998（1998年12月25日）
  - テレビ朝日開局40周年記念特別番組 ミュージックステーションスペシャル スーパーライブ99（1999年12月24日）
  - ミュージックステーションスペシャル スーパーライブ2000（2000年12月29日）
  - ミュージックステーションスペシャル スーパーライブ2001 〜祝・十周年記念ライブ〜（2001年12月28日）
  - ミュージックステーションスペシャル スーパーライブ2002（2002年12月27日）
  - テレビ朝日開局45周年記念特別番組 ミュージックステーションスペシャル スーパーライブ2003（2003年12月26日）
  - ミュージックステーション スーパーライブ2004 in さいたま（2004年12月24日）
  - ミュージックステーション20周年記念 スーパーライブ2005 in 幕張（2005年12月23日）
  - ミュージックステーション スーパーライブ2023（2023年12月22日）
- ミュージックステーションウルトラFES（テレビ朝日）
  - 30年目突入! 史上初の10時間SP MUSIC STATION ウルトラFES（2015年9月23日）
  - 30周年記念特別番組 MUSIC STATION ウルトラFES（2016年9月19日）
  - MUSIC STATION ウルトラFES 2017（2017年9月18日）

テレビ東京
- テレ東音楽祭
  - テレ東音楽祭（初）（2014年6月26日）
  - テレ東音楽祭（2）（2015年6月24日）
  - テレ東音楽祭2016（2016年6月29日）
  - テレ東音楽祭2017（2017年6月28日）
  - テレ東音楽祭2018（2018年6月27日）
  - テレ東音楽祭2019（2019年6月26日）
  - テレ東音楽祭 2020秋 〜「思わず歌いたくなる!最強ヒットソング 100 連発」〜（2020年9月30日）
  - テレ東音楽祭2022冬～思わず歌いたくなる!最強ヒットソング100連発～（2022年11月23日）
  - テレ東音楽祭2023夏～思わず歌いたくなる!最強ヒットソング100連発～（2023年6月28日）
  - テレ東60祭!ミュージックフェスティバル2023～一生聞きたい!昭和・平成・令和ヒット曲100連発～（2023年11月15日）
  - テレ東ミュージックフェス2024夏～ヤバい昭和の超名曲vs令和ヒット曲100連発～（2024年6月26日）

BSスカパー!
- スカパー!音楽祭
  - スカパー!音楽祭 2015（2015年2月25日）
  - スカパー!音楽祭 2016（2016年2月28日）
  - スカパー!音楽祭 2017（2017年3月12日）
  - スカパー!音楽祭 2018（2018年3月14日）
- 「FULL CHORUS～音楽は、フルコーラス～」一夜限りの大復活スペシャル!（2022年10月28日）

TBSチャンネル1
- 「FULL CHORUS～音楽は、フルコーラス～」一夜限りの大復活スペシャル! 完全版（初回放送：2022年11月8日）

#### その他の長時間特番
日本テレビ系
- 24時間テレビ「愛は地球を救う」
  - 愛は地球を救う23（2000年8月19日・20日） - 番組パーソナリティー
  - 愛は地球を救う24（2001年8月18日・19日） - チャリティーパーソナリティー
  - 愛は地球を救う25（2002年8月17日・18日） - チャリティーパーソナリティー

### ネット配信
- モーニング娘。Happy大作戦（2024年10月19日初回レンタル配信開始 - 2025年3月29日最終回レンタル配信開始予定、2026年3月31日全レンタル配信終了予定、Hulu）[31]
- 天国か!? 地獄か!? モーニング娘。'25 紅⽩ ⼤激突バトル 2025 in グアム（2025年6月13日初回レンタル配信開始 - 7月11日最終回レンタル配信開始予定、2026年12月31日全レンタル配信終了予定、Hulu）[32]

### ラジオ

#### 現在（ラジオ）
- モーニング娘。'25のモーニング女学院〜放課後ミーティング〜（2012年4月7日 - 、アール・エフ・ラジオ日本） - 9期・10期・11期メンバーが週替わりで出演[33]。2018年4月より12期以降のメンバーもレギュラー出演。

#### 過去（ラジオ）
- モーニング娘。のお願いモーニングコール→モーニング娘。のスーパー・モーニングライダー!→安倍なつみのスーパーモーニングライダー（1998年10月5日 - 2000年12月29日、TOKYO FM系）
- ハロー!プロジェクトラジオドラマ（ニッポン放送・MBSラジオ）
- ハロプロやねん!（2004年2月6日 - 3月26日・10月1日 - 2008年9月22日、ABCラジオ）
- TBC FUNふぃーるど・モーレツモーダッシュ（2005年4月1日 - 2008年3月28日、東北放送）
- GAKI・KAME（2007年4月8日 - 2008年9月27日、FM-FUJI、新垣里沙と亀井絵里がパーソナリティ）
- FIVE STARS（Inter FM）
月曜：新垣里沙・亀井絵里（2009年4月 - 2010年12月）
水曜：田中れいな（2007年10月 - 2010年2月）
木曜：高橋愛（2010年4月 - 2011年9月）
- モーニング娘。のオールナイトニッポンR（2012年7月28日、ニッポン放送他） - 道重さゆみ・飯窪春菜・石田亜佑美のみ出演
- モーニング娘。なんやかんやで15周年!（2012年10月14日、MBSラジオ） - 道重さゆみ・田中れいな・譜久村聖・飯窪春菜・石田亜佑美のみ出演
- 倍返しは今でしょ!今のモーニング娘。を聴いて下さい!（2013年9月9日、MBSラジオ） - 道重さゆみ・譜久村聖・飯窪春菜・石田亜佑美のみ出演
- Our Music History〜音楽と私たち〜モーニング娘。'14スペシャル（2014年10月8日、MBSラジオ） - 譜久村聖・鞘師里保・飯窪春菜・石田亜佑美のみ出演
- モーニング娘。'15のオールナイトニッポンGOLD（2015年1月2日、ニッポン放送他）
- モーニング娘。'16のMBSヤングタウン（2016年1月3日、MBSラジオ） - 飯窪春菜・工藤遥・佐藤優樹・尾形春水・牧野真莉愛のみ出演
- モーニング娘。'17のMBSヤングタウンinナガシマスパーランド（2017年3月19日、MBSラジオ）
- モーニング娘。12期日記 → モーニング娘。'17 12期日記（2015年1月4日 - 2017年3月26日、FM-FUJI） - 12期メンバーが出演。
- GIRLS♥GIRLS♥GIRLS =FULL BOOST= 「モーニング娘。'21のモーニングダイアリー」（2017年4月6日 - 2021年3月11日、FM-FUJI） - 12期・13期・14期・15期メンバーが出演[34]。
- marukome モーニングみそ汁 飲もうよ!（2017年7月1日 - 2017年12月30日、TOKYO FMほかJFN全38局）
- モーニング娘。'18のオールナイトニッポンi[注 22][35]（2017年8月 - 2018年6月20日[36]、オールナイトニッポンi）
- モーニング娘。'20のMBSヤングタウン（2020年1月25日、MBSラジオ） - 譜久村聖・小田さくら・羽賀朱音・横山玲奈のみ出演
- 横山玲奈とモーニング娘。'24のMBSヤングタウン（2024年1月6日、MBSラジオ）- 横山玲奈・櫻井梨央・井上春華・弓桁朱琴のみ出演

### CM・広告活動・その他コラボレーション
★印はWebCM、およびSNS等のデジタル広告のみ
☆印はCM・広告活動に関与しないその他のコラボレーション
- i-zone ヒッパレー（2000年、日本ポラロイド（現・フロントランナー））
- Tokyo Walker（2000年、角川書店）
- エアコン かいてき3まい、Nの計画（Kireiなど）（2000年 - 2001年、松下電器産業（現・パナソニックホールディングス））
- JT 飲茶楼（2000年 - 2001年、ジェイティフーズ（現・テーブルマーク[注 23]））
- Dream Net（2000年 - 2002年、ドリームネット）
- e-kara（2000年 - 2003年、タカラ（現・タカラトミー））
- ポッキー（2000年 - 2003年、江崎グリコ）
- わっしょい!FIFAワールドカップへ行けルンです祭り（2001年、富士フイルム） - 10人祭が出演
- サルティンバンコ（2001年、デイリーヤマザキ）
- エルセーヌ（2001年） - ミニモニ。と中澤裕子が出演
- クレアスクーピー、Dioなど（2002年 - 2003年、本田技研工業）
- きりり（2002年 - 2003年、キリンビバレッジ）
- キダム（2002年 - 2003年、フジテレビ）
- カラリオプリンター（2004年、セイコーエプソン） - 松浦亜弥と共演
- つづく。（2009年、テレビ東京）
- 太麺堂々（2009年 - 2010年、日清食品） - 「力士のラーメンレボリューション」篇、および「ショッカー戦闘員（骨戦闘員）のラーメンレボリューション」篇のCM曲のボーカルを担当（但し出演者はモーニング娘。ではない）
- auの学割[37]（2014年1月22日 - 6月1日、KDDI[注 24]） - モリ娘。（モリむす、当キャンペーンCM限定による森三中[注 25] との架空のコラボレーションアイドルユニット）名義。当CMの本編に挿入されるCMソング「Password is {\displaystyle \scriptstyle \emptyset }」も本人たちが担当。つんく♂（「新メンバー」篇から「U(アンダー)25家族セット割 つんくの発言」篇まで）、および哀川翔、山里亮太（「ライブステージ」篇、および「U(アンダー)25家族セット割 ライブMC」篇のみ）と共演
- 野菜一日これ一本（2014年6月7日 - 9月30日、カゴメ） - 「全力野菜娘。/フチ子さん」篇。古田新太と共演。[38][39]
- モーニングみそ汁（2017年1月12日 - 6月30日、マルコメ）★
- 日本生命セ・パ交流戦2017 セカパカ PLAY DREAM CAMPAIGN（2017年5月30日 - 6月18日、日本生命保険相互会社）
- au × HELLO! PROJECT 20th 音のVR モーニング娘。'18（2018年3月31日 - 9月30日、KDDI）☆[40][41][42][43]
- AVIOT「TE-D01q」（2021年6月22日 - 9月30日、プレシードジャパン）★[44][45]
- モーニング娘。'23 × スペースシャワーTV コラボステーションID「Running through the future.」（2023年3月31日 - 9月30日、スペースシャワーネットワーク[46]）
- モーニング娘。'23 × モスバーガー 朝、モスしよ🤍（2023年9月14日 - 11月30日、モスフードサービス）★ - 一部地域のみのキャンペーン[47]
- 洋服の青山 × アオヤマ娘。'60（シックスゼロ）（2023年10月10日 - 2024年9月30日、青山商事）★[48]

### ポスター展開
- 読売新聞（2002年）
- 自衛官募集（2003年、防衛庁〈現：防衛省〉）

### 映画
- モーニング刑事。抱いてHOLD ON ME!（1998年公開、東映）
- ピンチランナー（2000年公開、東映）
- 仔犬ダンの物語（2002年公開、東映） - ミニモニ。と高橋愛は別作品で出演。
- 劇場版とっとこハム太郎「ハムハムハムージャ! 幻のプリンセス」（2002年公開、東宝） - 「モ〜ハムず」として出演。
- ケータイ刑事 THE MOVIE3 モーニング娘。救出大作戦!〜パンドラの箱の秘密（2011年公開、BS-TBS）

### ゲーム
- スペースヴィーナス（PS2、2001年1月11日）
- 天空のレストラン Hello!Project Ver.（PS、2001年3月1日）
- リリパット王国 〜リリモニといっしょプニ!〜（GBA、2004年2月12日）

### パチンコ
- CRAモーニング娘。（2008年7月、ビスティ）
- CR 元祖 ハロー！プロジェクト（2012年10月、藤商事）

### パチスロ
- モーニング娘。（2007年6月、ビスティ）

### WEB・モバイル
- モーニング娘。インタビュー（2010年11月25日、モッテコ書店）
- モーニング娘。のオールナイトニッポンモバイル（2011年1月19日 - 、毎週水曜日配信、ニッポン放送モバイル1242）
  - 2011年1月19日 - 2012年5月16日 ： 新垣里沙がメインパーソナリティを務め、他のメンバーから1名が回替わりで出演。
  - 2012年5月30日 - 2013年4月3日 ： 飯窪春菜がメインパーソナリティを務め、9、10、11期メンバーから2名が回替わりで出演。
  - 2013年4月10日 ： 譜久村、生田、飯窪、石田から2名が回替わりで出演。
- ユーストリー娘（2011年4月13日 - 7月20日、Ustream） - 新垣里沙と9期メンバーが出演。
- モーニング娘。9期10期メンバー Webトーク「本気DE飛跳!」（2012年1月12日 - 2013年5月16日、毎週木曜日配信）[49] - 9、10期メンバーから2名が回替わりで出演。

### アプリケーション
※いずれも期間限定配信
- モーフィング娘。(BS-TBS、無料版:2010年12月11日、有料版:2010年12月17日) - iOS専用アプリ、- 2011年9月30日サービス終了
- モベキマス告白週間 by ハロー！プロジェクト(GREE、2011年11月15日) - 2011年12月31日サービス終了
- モーニング娘。ストップウォッチ(ニッポン放送、2012年2月1日) - 2012年5月31日サービス終了
- 野菜一日これ一本 全力野菜娘。 × モーニング娘。'14 目覚ましアプリ（カゴメ、2014年6月） - 2014年12月31日サービス終了
- au × HELLO! PROJECT 20th モーニング娘。'18 × 音のVR（KDDI、2018年5月31日） - iOS専用アプリ、2018年9月30日サービス終了

## 書籍

### 写真集
- モーニング娘。（1998年4月27日、野村誠一撮影、アップフロントブックス） ISBN 4-847024907
- モーニング娘。2集（1999年9月25日、長峯正幸撮影、アップフロントブックス） ISBN 4-847025458
- Hamilton Island モーニング娘。写真集（2000年12月、新津保建秀撮影、アップフロントブックス） ISBN 4-847025938
- THE LOVE CENTURY モーニング娘。ドキュメント写真集（2001年5月、藤代冥砂撮影、講談社） ISBN 4-061723448
- Chain! Chain! Chain! Morning Musume。（2002年3月、MEISA FUJISHIRO撮影、光文社） ISBN 4-334900992
- モーニング娘。ゴナゴトPHOTO BOOK（2002年3月28日、田中克浩撮影、角川書店） ISBN 4-048535021
- モーニング・タウン モーニング娘。ミュージカル写真集（2003年8月1日、Junichi Okugawa撮影、角川書店） ISBN 4-063301702
- モーニング娘。5期メンバー写真集（2002年8月13日、浦田大作撮影、ワニブックス） ISBN 4-847027213
- モーニング娘。Best shot!!（2002年10月、ワニブックス） ISBN 4-847026268
- モーニング娘。「モーニング娘。CONCERT TOUR 2003春“NON STOP!”」ライブドキュメント版（2003年5月9日、サンケイスポーツ）
- モーニング娘。5周年記念メモリアルPHOTO BOOK（2003年5月25日、ワニブックス） ISBN 4-847027620
- ハロハロ! モーニング娘。6期メンバー写真集 道重さゆみ・亀井絵里・田中れいな（2003年7月16日、上牧佑撮影、角川書店） ISBN 4-048942514
- モーニング娘。in Hello! Project 2003夏（2003年9月30日、上牧佑撮影、竹書房） ISBN 4-812413710）
- アロハロ! モーニング娘。さくら組&おとめ組写真集（2003年10月27日、根本好伸・福岡諒祠・唐木貴央撮影、キッズネット） ISBN 4-048942522
- アドベンチャー モーニング娘。さくら組・おとめ組写真集（2004年2月10日、TOMOYO撮影、光文社） ISBN 4-334901166）
- モーニング娘。in Hello! project 2004 Winter（2004年3月13日、竹書房） ISBN 4-812415985
- モーニング娘。in Hello! project 2004 summer（2004年9月28日、竹書房） ISBN 4-812418356
- アロハロ! モーニング娘。写真集（2004年11月17日、尾形正茂・能美潤一郎・コブカタツヨシ撮影、角川書店） ISBN 4-048942573
- モーニングチャンネル デジフォトヒストリー 2001〜2005（2005年7月26日、キッズネット） ISBN 4-048942611
- モーニング娘。in Hello! Project 2005夏の歌謡ショー〜'05 セレクション!コレクション!〜（2005年9月22日、大誠社） ISBN 4-90257702X
- モーニング娘。に教わるふつうカワイイ免許皆伝 モーニング娘。巻物写真集（2006年2月24日、牧田健太郎撮影、新潮社） ISBN 4-108990706
- モーニング娘。in Hello! project 2006 Winter（2006年4月14日、竹書房） ISBN 4-812426758
- モーニング娘。in Hello! project 2006 Summer ワンダフルハーツランド（2006年9月21日、竹書房） ISBN 978-4812428962
- モーニング娘。ライブ写真集「2007春 〜SEXY 8 ビート〜」（2007年6月27日、木村智哉・松村昭人・古賀良郎・伊東創・城方雅孝・村瀬賢祐・田中栄治・立花裕介撮影、東京ニュース通信社） ISBN 4-924566756
- アロハロ! モーニング娘。写真集 2010（2010年6月9日、石川信介・MOTO撮影、キッズネット） ISBN 978-4048950893
- 亀井絵里 卒業記念 ハロハロ! 〜Memories〜 モーニング娘。亀井絵里・道重さゆみ・田中れいな写真集（2010年11月12日、武安弘毅撮影、キッズネット）ISBN  978-4-04-895416-7
- モーニング娘。ライブ写真集「ライバル サバイバル」〜亀井絵里・ジュンジュン・リンリン卒業スペシャル〜（2011年2月16日、東京ニュース通信社） ISBN 978-4-86336-132-4
- モーニング娘。ライブ写真集「新創世記ファンタジーDX〜9期メンを迎えて〜」（2011年8月9日、東京ニュース通信社） ISBN 978-4863361614
- アロハロ! モーニング娘。写真集 2011（2011年9月28日、石川信介・MOTO撮影、キッズネット） ISBN 978-4048954372
- モーニング娘。ライブ写真集『高橋愛 卒業記念スペシャル モーニング娘。ライブ写真集 コンサートツアー ―2011秋 愛BELIEVE―』（2011年12月26日、石川信介撮影、ワニブックス） ISBN 978-4847044182
- モーニング娘。ライブ写真集『モーニング娘。コンサートツアー2012春〜ウルトラスマート〜新垣里沙 光井愛佳 卒業スペシャル ライブ写真集』（2012年8月22日、藤丸修撮影、ワニブックス） ISBN 978-4847044830
- モーニング娘。9・10期フォトブック『Morning Musume。9・10 1st Official Photo Book』（2012年9月10日、佐藤裕之・荒木勇人撮影、ワニブックス） ISBN 978-4-8470-4490-8
- アロハロ!モーニング娘。写真集 2012（2012年11月16日、古田俊文撮影、キッズネット） ISBN 978-4048954716
- アロハロ!モーニング娘。9期メンバー写真集（2012年12月16日、古田俊文撮影、キッズネット） ISBN 978-4048954747
- アロハロ!モーニング娘。10期メンバー写真集（2013年1月16日、河野英喜撮影、キッズネット） ISBN 978-4048954754
- モーニング娘。ライブ写真集2012秋「カラフルキャラクター」（2013年2月12日、東京ニュース通信社） ISBN 978-4863362857
- モーニング娘。 15th Anniversary Photobook ZERO（2013年9月20日、マガジンハウス） ISBN 978-4838725984
- モーニング娘。'14写真集『ミチシゲカメラ'13-'14』（2014年5月30日、道重さゆみ撮影、ワニブックス） ISBN 978-4847046513 [50]
- アロハロ! モーニング娘。'14写真集（2014年12月15日、鈴木さゆり撮影、ワニブックス） ISBN 978-4-8470-4709-1
- モーニング娘。'14写真集『ミチシゲカメラ2～'14graduation～』（2015年2月25日、道重さゆみ撮影、ワニブックス） ISBN 978-4-8470-4735-0
- モーニング娘。'15コンサートツアー秋 ～PRISM～　日本武道館LIVEミニ写真集（2016年1月30日、オデッセー出版）
- モーニング娘。'18密着ドキュメンタリーフォトブック『NO DAY , BUT TODAY 21年目に描いた夢たちVOL.1』（2018年9月14日、東京ニュース通信社）
- モーニング娘。'18密着ドキュメンタリーフォトブック『NO DAY , BUT TODAY 21年目に描いた夢たちVOL.2』（2018年9月14日、東京ニュース通信社）
- モーニング娘。'18密着ドキュメンタリーフォトブック『NO DAY , BUT TODAY 21年目に描いた夢たちVOL.3』（2018年9月14日、東京ニュース通信社）
- モーニング娘。'18密着ドキュメンタリーフォトブック『NO DAY,BUT TODAY 21年目に描いた夢たち COMPLETE BOX』（2018年9月14日、東京ニュース通信社）

### デジタル写真集＋動画
- Riho+Masaki［モーニング娘。］鞘師里保＋佐藤優樹（2012年7月4日、長野博文・三浦洋平撮影、ファンプラス・GザテレビジョンPLUS配信）

### コミック
- 「娘。物語 - モーニング娘。オフィシャルストーリー」（講談社 神崎裕 著 / 田中利花 原作 1〜6巻 なかよし連載）ISBN 4-061789767 - ISBN 4-063640493
- 「娘。物語。ALIVE!」（講談社 神崎裕 著 / 星野真弓 構成 なかよし 連載）ISBN 4-063640388

### その他
- モーニング娘。5+3-1（1999年5月、宝島社、ASAYAN 編）ISBN 4-796615237
- モーニング娘。5+3-1 宝島社文庫（1999年10月13日、宝島社、ASAYAN 編）ISBN 4-796616047
- モーニング娘。を追いかけろ! - 映画『ピンチランナー』公式メイキング・ブック（2000年5月、メディアファクトリー、なかよし編集部編）ISBN 4-840100764
- モーニング娘。のへそ ファンブック（2000年11月25日、ワニブックス）ISBN 4-847013719
- ハコイリ娘。（2002年7月18日、新潮社、さくらももこ共著）ISBN 4-104073040
- モーニング娘。魔法のハート（2002年9月6日、光文社）ISBN 4-334901026
- モーニング娘。×つんく♂（2002年9月27日、ソニー・マガジンズ、能地祐子 著）ISBN 4-789719324
- モーニング娘。+ハロー!プロジェクト・キッズ+後藤真希インザムービー 仔犬ダンの物語（2002年12月4日、講談社、なかよし編集部 編）ISBN 4-063301915
- モーニング娘。と「ソトコト」の熱っちい地球を冷ますんだっ。大作戦!（2004年6月、木楽舎、ソトコト編集部 著）ISBN 4-907818440
- モーニング娘。×つんく♂2（2005年3月25日、ソニー・マガジンズ、能地祐子 著）ISBN 4-789725197
- モーニングチャンネル デジタルフォトヒストリー 2001-2005（2005年7月26日、キッズネット）ISBN 4-048942611
- モーニング娘。誕生10年記念本（2007年9月12日、東京ニュース通信社）ISBN 4-924566780
- モーニング娘。のかんたん! 中国語Book（2008年7月1日、近代映画社）ISBN 978-4764821941
- モーニング娘。'14 BOOK『さゆみんの… おしえてこうはい！』（2015年1月20日、ワニブックス）ISBN 978-4-8470-4715-2
- モーニング娘。12期オフィシャルブック（2016年12月12日、ワニブックス）ISBN 978-4-8470-4879-1
- モーニング娘。'17誌上ドラマ 『拝啓、ハル先輩！～東麻布高校白書～』（2017年12月11日、ワニブックス）ISBN 978-4-8470-4982-8
- モーニング娘。20周年記念オフィシャルブック（2018年6月19日、ワニブックス）ISBN 978-4-8470-8125-5
- モーニング娘。15期 OFFICIALBOOK　2019-2021（2021年7月9日、ワニブックス）ISBN 978-4-8470-8372-3
- モーニング娘。9・10期 10th AnniversaryBOOK（2022年4月27日、ワニブックス）ISBN 978-4-8470-8422-5

### 雑誌連載
- UTB「モーニング娘。9期・10期連載『UTB』グラビア争奪バトル!」（2012年2月号 - 、ワニブックス）
- Top Yell「まーちゃん&くどぅーのハロプロ"先輩"探訪団」（2012年7月号 - 、竹書房）
- Top Yell「短期集中掲載 検証! モーニング娘。プラチナ期」（2012年10月号 - 12月号、竹書房）
- UTB「モーニング娘。9期10期連載『ⅨⅩⅩ』」（2021年6月号 - 2022年2月号、ワニブックス）

## 切手

### フレーム切手
- モーニング娘。'23　25th Anniversary オリジナルフレーム切手セット（63円切手×20枚 フレーム切手シート1枚、フレーム切手台紙(A4二つ折り)×1シート、オリジナルポストカード×8枚、2023年9月4日、日本郵便）[51][52]
- ファンクラブ限定 モーニング娘。'23 25th Anniversary オリジナルフレーム切手スペシャルセット（84円切手×5枚 フレーム切手シート1枚、フレーム切手台紙(A4五つ折り)×1シート、オリジナルポストカード×8枚、アクリルスタンド×14個、2023年9月4日、日本郵便）